# 퓨어 러브
《퓨어 러브》(영어: Pure Love)는 2014년 방영된 필리핀의 드라마이다. 지난 2011년 한국 드라마 《49일》을 원작으로 한 작품이다.

## 같이 보기
- 49일